# Шихтування

Схема усереднення і шихтування корисної копалини в бункерах. 1 — завантажувальний конвеєр; 2 — розвантажувальний візок; 3 — бункер; 4 — живильник; 5 — розвантажувальний конвеєр.

Шихтування — змішування окремих компонентів в строго регламентованій пропорції з метою одержання суміші (шихти) заданої якості. При зміні якості окремих компонентів їх частинна участь може змінюватись так, щоб визначальний показник в шихті залишався на рівні заданого, який не повинен перевищувати допустимих меж коливань.
На відміну від усереднення шихтування передбачає змішування окремих компонентів в строго регламентованій пропорції з метою одержання суміші (шихти) заданої якості. Метою шихтування є одержання однорідної суміші заданої якості.
Застосовується, наприклад, при підготовці вугілля до коксування.

## Реалізація
На коксохімзаводах і на деяких збагачувальних фабриках акумулюючі бункери виконують роль дозувальних відділень, де виконується складання шихти (шихтування) з вугілля різних марок або різних шахтогруп. Кожний бункер дозувального відділення призначається для прийому вугілля визначеної марки або шахтогрупи. Вивантаження вугілля з бункерів здійснюється в строго заданій пропорції згідно з планом складання багатомарочної шихти. Частинна участь вугілля, що вивантажується з кожної чарунки бункера, розраховується таким чином, щоб одержана суміш була не тільки однорідною за якістю, але й відповідала визначеним показникам якості (наприклад, за вмістом сірки, зольності, виходом летких речовин і т. ін.).
Шихтування вугілля перед коксуванням полягає у отриманні суміші вугілля різних марок в різних співвідношеннях, причому враховуються властивості вугілля окремих технологічних марок. Газове вугілля характеризується порівняно невеликою товщиною пластичного шару, високим виходом летких речовин і підвищеною усадкою. Кокс з газового вугілля характеризується високою реакційною здатністю, присутність в шихті такого вугілля посилює усадку «коксового пирога» і полегшує видачу його з печі, а також збільшує вихід газу і хімічних продуктів коксування. При підвищеному вмісті газового вугілля вихід коксу меншає.
Жирне вугілля є головним компонентом шихти, оскільки забезпечує хорошу спікливість і додає коксу міцності. Однак при його підвищеному вмісті кокс виходить тріщинуватий і дрібногрудковий. Це вугілля зумовлює підвищений вихід кам'яновугільної смоли, бензолу і газу.
Коксівне вугілля додає коксу необхідної механічної міцності і забезпечує однорідну грудкуватість. Вугілля марки ПС знижує усадку, внаслідок чого зменшується тріщинуватість коксу, а крупність його підвищується, але зростає стираність коксу, меншає вихід газу і хімічних продуктів.
Перед підготовкою шихти для коксування вугілля збагачують для зниження його зольності до 5-7 %, потім дроблять і розсіюють для отримання однорідної суміші, що складається на 80-90 % з частинок розміром менше 3 мм.